# Södra Barken
Södra Barken är en sjö i Fagersta kommun, Norbergs kommun och Smedjebackens kommun i Dalarna och Västmanland och ingår i Norrströms huvudavrinningsområde. Sjön har en area på 14 kvadratkilometer och ligger 100,1 meter över havet.